# Campionato mondiale per club FIVB 2014 (femminile)
Il campionato mondiale per club FIVB 2014 si è svolto dal 7 all'11 maggio a Zurigo, in Svizzera: al torneo hanno preso parte sei squadre di club e la vittoria finale è andata per la prima volta alla Ženskij volejbol'nyj klub Dinamo-Kazan'.

## Regolamento
La competizione prevede che le sei squadre partecipanti vengano divise durante la prima fase in due gironi da tre squadre ciascuno, al termine dei quali le prime di classificate dei due gironi si incrociano, dando il via alla fase finale con semifinali e finali.

## Squadre partecipanti
| Squadra           | Qualificazione                              | Ultima partecipazione         |
| ----------------- | ------------------------------------------- | ----------------------------- |
| GS Pétroliers     | Wild Card                                   | Debutto                       |
| Osasco            | Wild Card                                   | Coppa del Mondo per club 2012 |
| Sesi              | 1ª al campionato sudamericano per club 2014 | Debutto                       |
| Hisamitsu Springs | 1ª al campionato asiatico per club 2013     | Debutto                       |
| Dinamo-Kazan      | 1ª alla CEV Champions League 2013-14        | Debutto                       |
| Volero Zurigo     | Squadra organizzatrice                      | Coppa del Mondo per club 2013 |

## Torneo

### Fase a gironi
| Girone A      | Girone B          |
| ------------- | ----------------- |
| GS Pétroliers | Dinamo-Kazan      |
| Sesi          | Hisamitsu Springs |
| Volero Zurigo | Osasco            |

#### Girone A

##### Risultati
| 7 maggio 2014 Saalsporthalle, Zurigo Durata: 2h:02 - Spettatori: 1 120 | Volero Zurigo | 3 - 2 | Sesi          | 25-12, 25-18, 16-25, 15-25, 15-10 |
| 8 maggio 2014 Saalsporthalle, Zurigo Durata: 1h:13 - Spettatori: 1 370 | Volero Zurigo | 3 - 0 | GS Pétroliers | 25-15, 26-24, 25-13               |
| 9 maggio 2014 Saalsporthalle, Zurigo Durata: 1h:09 - Spettatori: 820   | Sesi          | 3 - 0 | GS Pétroliers | 25-18, 25-12, 25-16               |

##### Classifica
| Pos | Squadra       | Pt | G | V | P | SV | SP | Ratio | PF  | PS  | Ratio |
| --- | ------------- | -- | - | - | - | -- | -- | ----- | --- | --- | ----- |
| 1   | Volero Zurigo | 5  | 2 | 2 | 0 | 6  | 2  | 3.000 | 172 | 142 | 1.211 |
| 2   | Sesi          | 4  | 2 | 1 | 1 | 5  | 3  | 1.667 | 165 | 142 | 1.162 |
| 3   | GS Pétroliers | 0  | 2 | 0 | 2 | 0  | 6  | 0.000 | 98  | 151 | 0.649 |

#### Girone B

##### Risultati
| 7 maggio 2014 Saalsporthalle, Zurigo Durata: 1h:48 - Spettatori: 952   | Osasco       | 3 - 1 | Hisamitsu Springs | 25-12, 20-25, 25-18, 25-22        |
| 8 maggio 2014 Saalsporthalle, Zurigo Durata: 1h:58 - Spettatori: 950   | Dinamo-Kazan | 3 - 1 | Hisamitsu Springs | 22-25, 25-22, 25-22, 25-18        |
| 9 maggio 2014 Saalsporthalle, Zurigo Durata: 2h:09 - Spettatori: 1 220 | Osasco       | 2 - 3 | Dinamo-Kazan      | 11-25, 19-25, 25-20, 25-23, 14-16 |

##### Classifica
| Pos | Squadra           | Pt | G | V | P | SV | SP | Ratio | PF  | PS  | Ratio |
| --- | ----------------- | -- | - | - | - | -- | -- | ----- | --- | --- | ----- |
| 1   | Dinamo-Kazan      | 5  | 2 | 2 | 0 | 6  | 3  | 2.000 | 206 | 181 | 1.138 |
| 2   | Osasco            | 4  | 2 | 1 | 1 | 5  | 4  | 1.250 | 189 | 186 | 1.016 |
| 3   | Hisamitsu Springs | 0  | 2 | 0 | 2 | 2  | 6  | 0.333 | 164 | 192 | 0.854 |

### Fase finale
|  | Semifinali    | Semifinali    | Semifinali   |              |        | Finale             | Finale             | Finale             |  |
|  |               |               |              |              |        |                    |                    |                    |  |
|  | Volero Zurigo | Volero Zurigo | 1            |              |        |                    |                    |                    |  |
|  | Volero Zurigo | Volero Zurigo | 1            |              |        |                    |                    |                    |  |
|  | Osasco        | Osasco        | 3            |              |        |                    |                    |                    |  |
|  | Osasco        | Osasco        | 3            |              | Osasco | Osasco             | 0                  |                    |  |
|  |               |               |              |              | Osasco | Osasco             | 0                  |                    |  |
|  |               |               | Dinamo-Kazan | Dinamo-Kazan | 3      |                    |                    |                    |  |
|  | Dinamo-Kazan  | Dinamo-Kazan  | Dinamo-Kazan | Dinamo-Kazan | 3      | 3                  |                    |                    |  |
|  | Dinamo-Kazan  | Dinamo-Kazan  |              |              |        | 3                  |                    |                    |  |
|  | Sesi          | Sesi          | 1            |              |        | Finale 3º/4º posto | Finale 3º/4º posto | Finale 3º/4º posto |  |
|  | Sesi          | Sesi          | 1            |              |        |                    |                    |                    |  |
|  |               |               |              |              |        |                    |                    |                    |  |
|  |               |               |              |              |        | Volero Zurigo      | Volero Zurigo      | 2                  |  |
|  |               |               |              |              |        | Volero Zurigo      | Volero Zurigo      | 2                  |  |
|  |               |               |              |              |        | Sesi               | Sesi               | 3                  |  |

#### Semifinali
| 10 maggio 2014 Saalsporthalle, Zurigo Durata: 1h:53 - Spettatori: 920 | Volero Zurigo | 1 - 3 | Osasco | 21-25, 25-18, 16-25, 20-25 |
| 10 maggio 2014 Saalsporthalle, Zurigo Durata: 1h:57 - Spettatori: 920 | Dinamo-Kazan  | 3 - 1 | Sesi   | 25-23, 27-29, 25-21, 25-14 |

#### Finali 3º posto
| 11 maggio 2014 Saalsporthalle, Zurigo Durata: 2h:16 - Spettatori: 1 360 | Volero Zurigo | 2 - 3 | Sesi | 18-25, 25-20, 21-25, 25-23, 13-15 |

#### Finali
| 11 maggio 2014 Saalsporthalle, Zurigo Durata: 1h:22 - Spettatori: 1 600 | Osasco | 0 - 3 | Dinamo-Kazan | 11-25, 16-25, 25-27 |

## Classifica finale
| Pos | Squadra           |
| --- | ----------------- |
|     | Dinamo-Kazan      |
|     | Osasco            |
|     | Sesi              |
| 4   | Volero Zurigo     |
| 5   | Hisamitsu Springs |
| 5   | GS Pétroliers     |

## Premi individuali
| Premio                 | Giocatore          | Squadra       |
| ---------------------- | ------------------ | ------------- |
| MVP                    | Ekaterina Gamova   | Dinamo-Kazan  |
| Miglior palleggiatrice | Josefa de Souza    | Osasco        |
| Miglior opposto        | Ekaterina Gamova   | Dinamo-Kazan  |
| Miglior schiacciatrice | Kenia Carcaces     | Volero Zurigo |
| Miglior schiacciatrice | Suelle Oliveira    | Sesi          |
| Miglior centrale       | Thaísa de Menezes  | Osasco        |
| Miglior centrale       | Regina Moroz       | Dinamo-Kazan  |
| Miglior libero         | Ekaterina Kabešova | Dinamo-Kazan  |